# Keo Đồng Nai
Keo Đồng Nai hay dây chu biển, dây móc mèo trâu (danh pháp hai phần: Acacia donnaiensis) là một loài thực vật có hoa trong họ Đậu. Loài này được Gagnep. miêu tả khoa học đầu tiên.